# 231470 Bedding
231470 Bedding este un asteroid din centura principală de asteroizi.

## Descriere
231470 Bedding este un asteroid din centura principală de asteroizi. A fost descoperit pe 2 septembrie 2007 la Observatorul Siding Spring de Krisztián Sárneczky și László L. Kiss. Asteroidul prezintă o orbită caracterizată de o semiaxă mare de 2,94 ua, o excentricitate de 0,07 și o înclinație de 2,6° în raport cu ecliptica.